# Martin Laciga
Martin Laciga (Aarberg, 25 januari 1975 – 22 augustus 2023) was een Zwitsers beachvolleyballer. Met zijn broer Paul werd hij driemaal op rij Europees kampioen en in 1999 vice-wereldkampioen. Daarnaast nam hij aan drie opeenvolgende Olympische Spelen deel en werd hij vier keer nationaal kampioen.

## Carrière

### 1995 tot en met 1999
Laciga debuteerde in het seizoen 1995/96 met zijn broer Paul in de FIVB World Tour; het tweetal speelde tot en met 2004 samen. Het eerste seizoen deden ze aan dertien wedstrijden mee zonder de top tien te halen. In 1996 namen de broers deel aan zeven toernooien met als beste resultaat een vierde plaats in Tenerife en vijfde plaats in Marseille. Het jaar daarop was het tweetal actief op tien reguliere toernooien in de World Tour en behaalde het op een uitzondering na enkel toptienplaatsen. Bij de eerste officiële WK in Los Angeles bereikten de broers Laciga de achtste finale waar ze werden uitgeschakeld door de Brazilianen José Loiola en Anjinho Bacil. Het duo won verder de bronzen medaille bij de EK in Riccione.
In 1998 boekten de broers in Mar del Plata hun eerste overwinning in de World Tour. Bij de overige twaalf wedstrijden eindigde het duo eenmaal als tweede (Lignano) en driemaal als vierde (Espinho, Moskou en Vitória). Bovendien wonnen ze in Rodos de eerste van hun drie opeenvolgende Europese titels door de Noren Jan Kvalheim en Bjørn Maaseide in de finale te verslaan. Het jaar daarop prolongeerde het tweetal namelijk hun titel in Palma de Mallorca tegen het Spaanse duo Javier Bosma en Fabio Díez. Daarnaast wonnen de broers bij de WK in Marseille de zilveren medaille nadat de finale van het Braziliaanse tweetal Emanuel Rego en José Loiola verloren werd. Bij de overige twaalf FIVB-toernooien eindigden ze tienmaal in de top tien en in Berlijn behaalden ze de tweede plaats.

### 2000 tot en met 2004
Het duo speelde in 2000 veertien wedstrijden in de World Tour. Ze boekten een overwinning in Tenerife en behaalden podiumplaatsen in Guaruja en Lignano (tweede) en in Chicago, Espinho en Vitória (derde). Daarnaast wonnen ze voor de derde en laatste keer de Europese titel in Getxo ten koste van hun landgenoten Markus Egger en Sascha Heyer. Bij de Olympische Spelen in Sydney bereikten de broers de kwartfinale waar ze werden uitgeschakeld door het Portugese tweetal Miguel Maia en João Brenha. Het daaropvolgende jaar nam het duo aan tien reguliere FIVB-toernooien deel en eindigde het vijfmaal als tweede (Tenerife, Gstaad, Berlijn, Stavanger en Espinho) en tweemaal als derde (Oostende en Vitória). Het tweetal kwam bij de WK in Klagenfurt niet verder dan de kwartfinale, waar ze door de Noren Jørre André Kjemperud en Vegard Høidalen werden uitgeschakeld. Bij de EK in Jesolo waren Egger en Heyer ditmaal wel te sterk en eindigden de broers Laciga als tweede.
In 2002 speelden ze tien wedstrijden in de World Tour met twee overwinningen (Cádiz en Mallorca) as resultaat. Daarnaast won het duo in Bazel opnieuw de zilveren medaille bij de EK nadat ze de finale verloren hadden van de Duitsers Markus Dieckmann en Jonas Reckermann. Het jaar daarop namen de broers deel aan tien reguliere FIVB-toernooien met een tweede plaats in Espinho als beste resultaat. Bij de WK in Rio de Janeiro werden ze in de kwartfinale uitgeschakeld door de Brazilianen Márcio Araújo en Benjamin Insfran. Het daaropvolgende seizoen behaalde het duo in de World Tour een eerste plaats in Mallorca en een tweede plaats in Berlijn bij de elf gespeelde wedstrijden. In Athene bereikten ze bij de Olympische Spelen wederom de kwartfinale, waar ze verloren van de latere Braziliaanse olympisch kampioenen Ricardo Santos en Emanuel Rego. Na afloop van de Spelen gingen de broers uit elkaar.

### 2005 tot en met 2008
Vanaf 2005 vormde Laciga twee jaar een duo met Egger. Het tweetal speelde het eerste seizoen twaalf reguliere wedstrijden in de World Tour; ze wonnen in Stare Jabłonki, eindigden als tweede in Athene en Kaapstad en werden derde in Shanghai. Bij de WK in Berlijn verloren Laciga en Egger in de derde ronde van de Duitsers Marvin Polte en Thorsten Schoen, waarna ze in de derde herkansingsronde door het Canadese duo Conrad Leinemann en Richard van Huizen definitief werden uitgeschakeld. Het jaar daarop nam het tweetal deel aan acht toernooien met als beste resultaat een vijfde plaats in Montreal.
In 2007 speelde Laciga wederom vier toernooien met zijn broer, waaronder de WK in eigen land. De broers gingen in Gstaad zonder setverlies door naar de zestiende finale waar het Nederlandse duo Emiel Boersma en Bram Ronnes te sterk was. Na afloop van de WK beëindigde Paul zijn professionele beachvolleybalcarrière, waarna Martin verderging met Jan Schnider. Laciga en Schnider namen dat jaar nog aan zes FIVB-toernooien deel met een vierde plaats in Fortaleza als beste resultaat. In 2008 speelden ze twaalf toernooien in de World Tour met zes toptienplaatsen. Het duo bereikte bij de Olympische Spelen in Peking de achtste finale waar het werd uitgeschakeld door de latere Amerikaanse olympisch kampioenen Phil Dalhausser en Todd Rogers.

### 2009 tot en met 2012
Na in 2009 nog een wedstrijd met Schnider gespeeld te hebben, vormde Laciga van 2009 tot en met 2010 een duo met Jefferson Bellaguarda die tot en met 2003 voor Brazilië uitkwam. Het duo speelde het eerste seizoen acht toernooien in de World Tour en haalde in Moskou met een derde plaats het podium. Het daaropvolgende jaar deden Laciga en Bellaguarda aan twaalf toernooien mee met een vijfde plaats in Marseille als beste resultaat. Vervolgens speelde Laciga van 2011 tot en met 2012 samen met Jonas Weingart. Bij de WK in Rome kwam het duo niet verder dan de groepsfase. Van de overige elf FIVB-toernooien eindigden ze er bij twee in de top tien. In 2012 deden ze aan tien wedstrijden in de World Tour mee en in Klagenfurt sloot Laciga zijn carrière als beachvolleyballer af.

## Palmares
Kampioenschappen
- 1997:  EK
- 1997: 9e WK
- 1998:  EK
- 1999:  WK
- 1999:  EK
- 2000:  EK
- 2000: 5e OS
- 2001: 5e WK
- 2001:  EK
- 2002:  EK
- 2003: 5e WK
- 2004: 5e OS
- 2008: 9e OS

FIVB World Tour
- 1998:  Mar del Plata Open
- 1998:  Lignano Open
- 1999:  Berlijn Open
- 2000:  Guaruja Open
- 2000:  Tenerife Open

- 2000:  Grand Slam Chicago
- 2000:  Lignano Open
- 2000:  Espinho Open
- 2000:  Vitória Open
- 2001:  Tenerife Open
- 2001:  Gstaad Open
- 2001:  Berlijn Open
- 2001:  Stavanger Open
- 2001:  Espinho Open
- 2001:  Oostende Open
- 2001:  Vitória Open
- 2002:  Cádiz Open
- 2002:  Mallorca Open
- 2003:  Grand Slam Marseille
- 2004:  Grand Slam Berlijn
- 2004:  Mallorca Open
- 2005:  Shanghai Open
- 2005:  Stare Jabłonki Open
- 2005:  Athene Open
- 2005:  Kaapstad Open
- 2009:  Moskou Open

## Persoonlijk
Laciga was getrouwd met Claudia Oliveira Costa, een voormalig beachvolleybalspeelster uit Brazilië, met wie hij een zoon had. Laciga overleed op 48-jarige leeftijd.